# Magnoliídeas

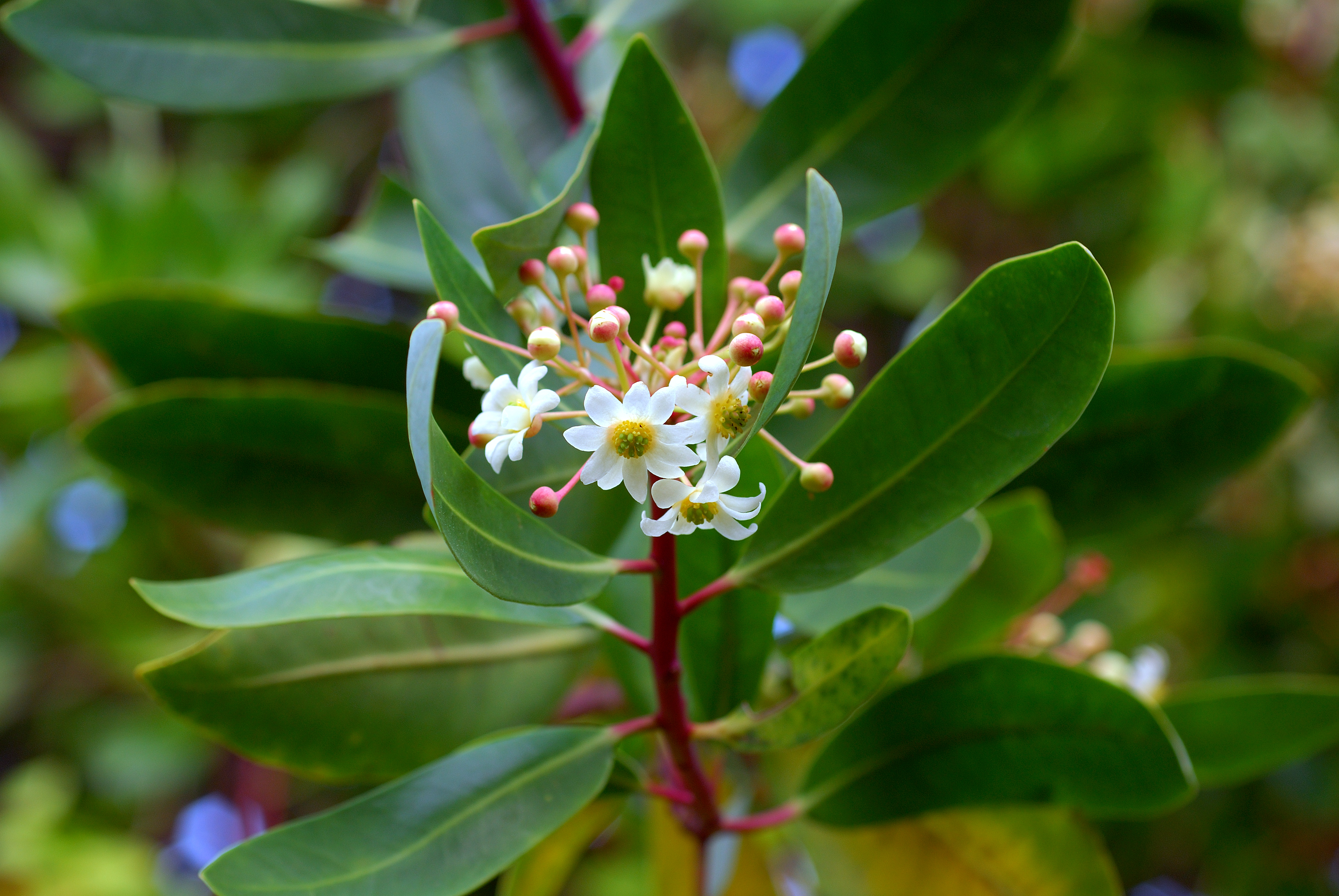
Drimys winteri (Canellales).

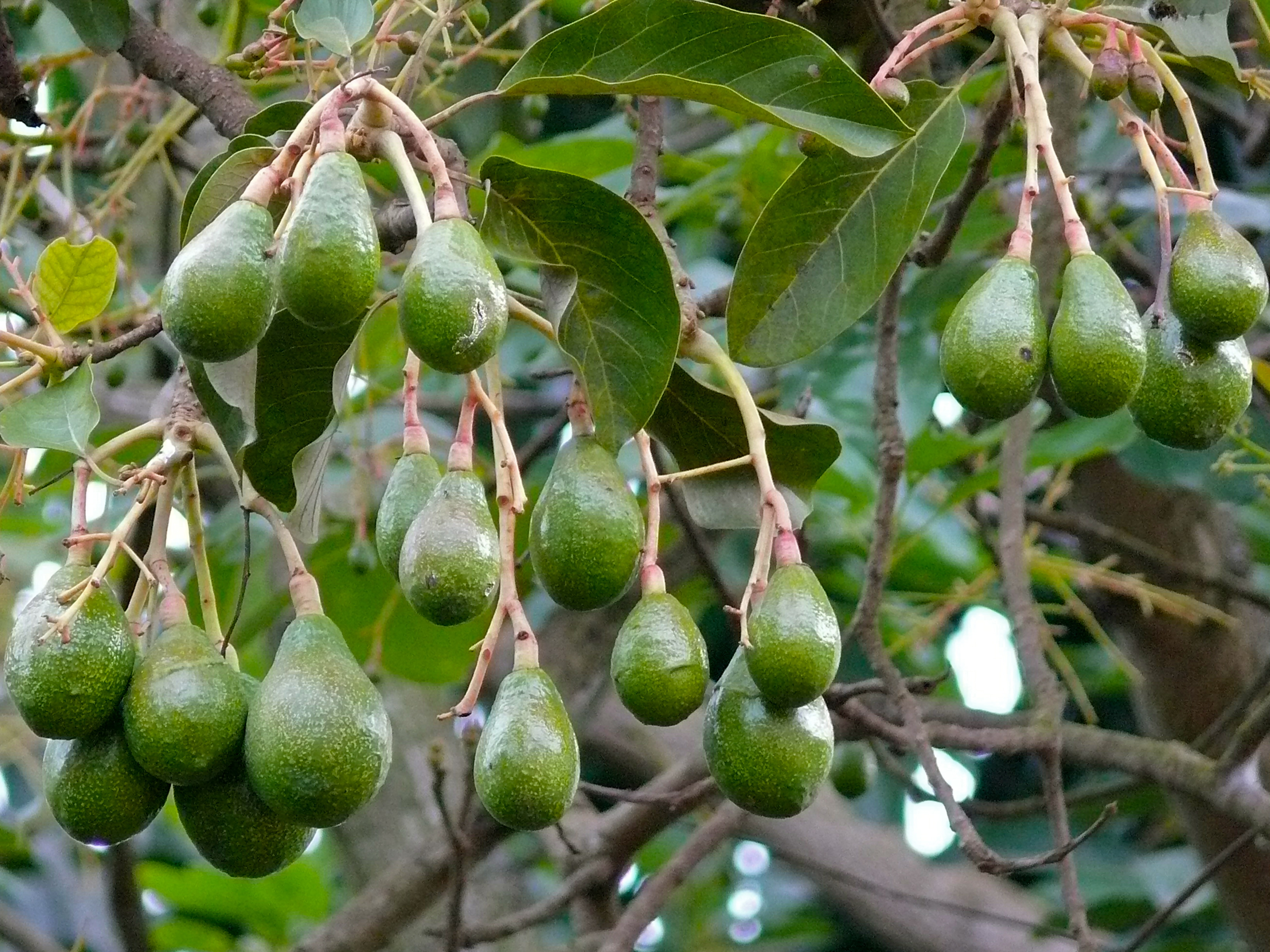
Persea americana (Lauraceae).

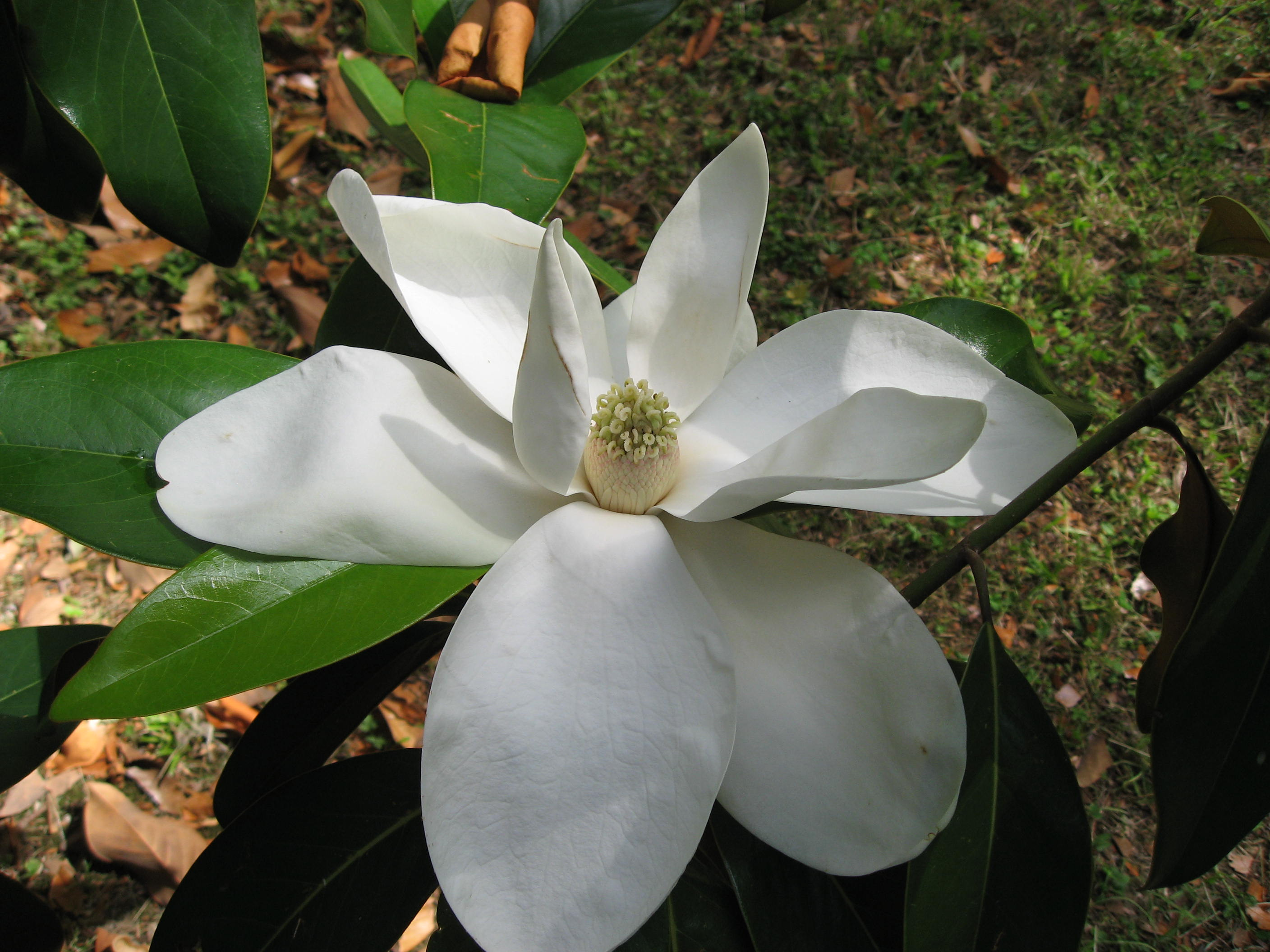
Magnolia grandiflora (Magnoliales).

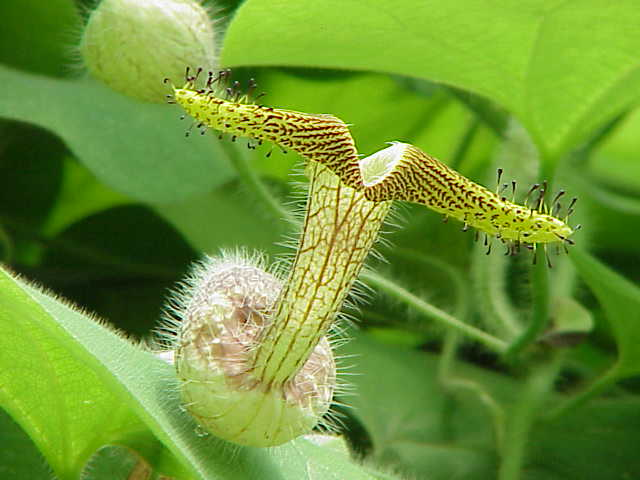
Aristolochia eriantha (Piperales).

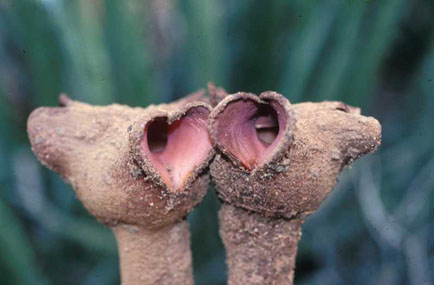
Flores de Hydnora (planta parasita Piperales).

Magnoliídeas (Magnoliidae ou Magnolianae; em inglês: magnoliids, plural, não capitalizado) é a designação usada pelo APG, a partir do sistema APG II (2003), para designar um clado de plantas com flor que inclui a maioria dos grupos basais das angiospérmicas, agrupando cerca de 10 000 espécies. Esse clado inclui espécies bem conhecidas, como abacateiro, loureiro, ata, graviola, pimenta-do-reino, magnólias e tulipeiro.

## Descrição
As espécies que integram este agrupamento, como as que integram as outras ordens basais, têm numerosas características que são consideradas primitivas dentro das plantas com flor. Estas características incluem, entre outras, pólen monocolpado, folhas frutíferas não fundidas (ou seja, livres), uma estrutura radialmente simétrica da flor e a presença de óleos essenciais. Numerosas árvores, arbustos e plantas herbáceas pertencem a este grupo.
Tratado geralmente ao nível taxonómico de subclasse, agrupa mais de 10000 espécies, incluindo a magnólia, a noz-moscada, o louro, a canela, o abacate, a pimenta preta, a tulipa e muitas outras plantas com importância económica e ambiental, sendo o terceiro maior grupo de angiospérmicas depois das eudicotiledóneas e das monocotiledóneas. O grupo é caracterizado por flores trímeras, grãos de pólen com um poro e folhas com venação geralmente ramificada. Alguns membros da subclasse estão entre as primeiras angiospérmicas e partilham semelhanças anatómicas com as gimnospérmicas, com estames que se assemelham às escamas do cone masculino das coníferas e os carpelos que se encontram ao longo eixo de floração.
O clado inclui a maioria dos grupos basais de angiospérmicas e na sua presente circunscrição taxonómica tem a seguinte estrutura:
- clado magnoliídeas (magnoliids):
  - ordem Canellales
  - ordem Laurales
  - ordem Magnoliales
  - ordem Piperales

As plantas pertencentes a este agrupamento taxonómico são basicamente as mesmas que foram colocadas na subclasse Magnoliidae do sistema de Cronquist, no qual é o grupo basal da classe Magnoliopsida (o nome usadao pelo sistema de Cronquist para as dicotiledóneas).

### Nomenclatura e classificação
Magnoliidae é o nome botânico de uma subclasse, e «magnoliídeas» é um nome informal que não está em conformidade com o Código Internacional de Nomenclatura para Algas, Fungos e Plantas (conhecido pela sua sigla em inglês, ICBN). A circunscrição taxonómica de uma subclasse varia de acordo com o sistema taxonómico utilizado. O único requisito é que inclua a família Magnoliaceae. O nome informal "magnoliídeas" é usado por alguns investigadores para evitar a confusão que recentemente envolveu o nome "Magnoliidae". O grupo foi redefinido sob o PhyloCode como um clado baseado em nodos filogenéticos, compreendendo os grupos Canellales, Laurales, Magnoliales e Piperales. Chase & Reveal propuseram "Magnoliidae" como o nome usado para todo o grupo de plantas com flor, e o nome formal "Magnolianae" para o grupo de quatro ordens aqui discutidas.

Sistema APG IV
O sistema APG III (2009) e os seus sistemas predecessores com origem no Angiosperm Phylogeny Group (APG) não usavam originalmente nomes botânicos formais acima do nível taxonómico de ordem. Nesses sistemas, os clados maiores eram geralmente referidos por nomes informais, como «magnoliídeas» (plural, sem maiúsculas) ou «complexo magnoliídeo». O nome formal na nomenclatura lineana foi especificado numa publicação separada do APG como o nome existente Magnolianae Takht. (1967). A classificação contida no sistema APG IV, de 2016, reconhece um clado dentro das angiospérmicas para as magnoliídeas, com a seguinte circunscrição:
| Canellales | \| \| Canellaceae \| \| \| \| \| \| Winteraceae \| \| \| \| |
|            | \| \| Canellaceae \| \| \| \| \| \| Winteraceae \| \| \| \| |
|            | Canellaceae                                                 |
|            |                                                             |
|            | Winteraceae                                                 |
|            |                                                             |

|  | Canellaceae |
|  |             |
|  | Winteraceae |
|  |             |

| Canellales | \| \| Canellaceae \| \| \| \| \| \| Winteraceae \| \| \| \| |
|            | \| \| Canellaceae \| \| \| \| \| \| Winteraceae \| \| \| \| |
|            | Canellaceae                                                 |
|            |                                                             |
|            | Winteraceae                                                 |
|            |                                                             |

|  | Canellaceae |
|  |             |
|  | Winteraceae |
|  |             |

| Canellales | \| \| Canellaceae \| \| \| \| \| \| Winteraceae \| \| \| \| |
|            | \| \| Canellaceae \| \| \| \| \| \| Winteraceae \| \| \| \| |
|            | Canellaceae                                                 |
|            |                                                             |
|            | Winteraceae                                                 |
|            |                                                             |

|  | Canellaceae |
|  |             |
|  | Winteraceae |
|  |             |

| Canellales | \| \| Canellaceae \| \| \| \| \| \| Winteraceae \| \| \| \| |
|            | \| \| Canellaceae \| \| \| \| \| \| Winteraceae \| \| \| \| |
|            | Canellaceae                                                 |
|            |                                                             |
|            | Winteraceae                                                 |
|            |                                                             |

|  | Canellaceae |
|  |             |
|  | Winteraceae |
|  |             |

|  | Laurales    |
|  |             |
|  | Magnoliales |
|  |             |

| Canellales | \| \| Canellaceae \| \| \| \| \| \| Winteraceae \| \| \| \| |
|            | \| \| Canellaceae \| \| \| \| \| \| Winteraceae \| \| \| \| |
|            | Canellaceae                                                 |
|            |                                                             |
|            | Winteraceae                                                 |
|            |                                                             |

|  | Canellaceae |
|  |             |
|  | Winteraceae |
|  |             |

| Canellales | \| \| Canellaceae \| \| \| \| \| \| Winteraceae \| \| \| \| |
|            | \| \| Canellaceae \| \| \| \| \| \| Winteraceae \| \| \| \| |
|            | Canellaceae                                                 |
|            |                                                             |
|            | Winteraceae                                                 |
|            |                                                             |

|  | Canellaceae |
|  |             |
|  | Winteraceae |
|  |             |

| Canellales | \| \| Canellaceae \| \| \| \| \| \| Winteraceae \| \| \| \| |
|            | \| \| Canellaceae \| \| \| \| \| \| Winteraceae \| \| \| \| |
|            | Canellaceae                                                 |
|            |                                                             |
|            | Winteraceae                                                 |
|            |                                                             |

|  | Canellaceae |
|  |             |
|  | Winteraceae |
|  |             |

| Canellales | \| \| Canellaceae \| \| \| \| \| \| Winteraceae \| \| \| \| |
|            | \| \| Canellaceae \| \| \| \| \| \| Winteraceae \| \| \| \| |
|            | Canellaceae                                                 |
|            |                                                             |
|            | Winteraceae                                                 |
|            |                                                             |

|  | Canellaceae |
|  |             |
|  | Winteraceae |
|  |             |

|  | Laurales    |
|  |             |
|  | Magnoliales |
|  |             |

| Canellales | \| \| Canellaceae \| \| \| \| \| \| Winteraceae \| \| \| \| |
|            | \| \| Canellaceae \| \| \| \| \| \| Winteraceae \| \| \| \| |
|            | Canellaceae                                                 |
|            |                                                             |
|            | Winteraceae                                                 |
|            |                                                             |

|  | Canellaceae |
|  |             |
|  | Winteraceae |
|  |             |

| Canellales | \| \| Canellaceae \| \| \| \| \| \| Winteraceae \| \| \| \| |
|            | \| \| Canellaceae \| \| \| \| \| \| Winteraceae \| \| \| \| |
|            | Canellaceae                                                 |
|            |                                                             |
|            | Winteraceae                                                 |
|            |                                                             |

|  | Canellaceae |
|  |             |
|  | Winteraceae |
|  |             |

| Canellales | \| \| Canellaceae \| \| \| \| \| \| Winteraceae \| \| \| \| |
|            | \| \| Canellaceae \| \| \| \| \| \| Winteraceae \| \| \| \| |
|            | Canellaceae                                                 |
|            |                                                             |
|            | Winteraceae                                                 |
|            |                                                             |

|  | Canellaceae |
|  |             |
|  | Winteraceae |
|  |             |

| Canellales | \| \| Canellaceae \| \| \| \| \| \| Winteraceae \| \| \| \| |
|            | \| \| Canellaceae \| \| \| \| \| \| Winteraceae \| \| \| \| |
|            | Canellaceae                                                 |
|            |                                                             |
|            | Winteraceae                                                 |
|            |                                                             |

|  | Canellaceae |
|  |             |
|  | Winteraceae |
|  |             |

|  | Laurales    |
|  |             |
|  | Magnoliales |
|  |             |

| Canellales | \| \| Canellaceae \| \| \| \| \| \| Winteraceae \| \| \| \| |
|            | \| \| Canellaceae \| \| \| \| \| \| Winteraceae \| \| \| \| |
|            | Canellaceae                                                 |
|            |                                                             |
|            | Winteraceae                                                 |
|            |                                                             |

|  | Canellaceae |
|  |             |
|  | Winteraceae |
|  |             |

| Canellales | \| \| Canellaceae \| \| \| \| \| \| Winteraceae \| \| \| \| |
|            | \| \| Canellaceae \| \| \| \| \| \| Winteraceae \| \| \| \| |
|            | Canellaceae                                                 |
|            |                                                             |
|            | Winteraceae                                                 |
|            |                                                             |

|  | Canellaceae |
|  |             |
|  | Winteraceae |
|  |             |

| Canellales | \| \| Canellaceae \| \| \| \| \| \| Winteraceae \| \| \| \| |
|            | \| \| Canellaceae \| \| \| \| \| \| Winteraceae \| \| \| \| |
|            | Canellaceae                                                 |
|            |                                                             |
|            | Winteraceae                                                 |
|            |                                                             |

|  | Canellaceae |
|  |             |
|  | Winteraceae |
|  |             |

| Canellales | \| \| Canellaceae \| \| \| \| \| \| Winteraceae \| \| \| \| |
|            | \| \| Canellaceae \| \| \| \| \| \| Winteraceae \| \| \| \| |
|            | Canellaceae                                                 |
|            |                                                             |
|            | Winteraceae                                                 |
|            |                                                             |

|  | Canellaceae |
|  |             |
|  | Winteraceae |
|  |             |

|  | Laurales    |
|  |             |
|  | Magnoliales |
|  |             |

|  | monocots                                                     |
|  |                                                              |
|  | \| \| Ceratophyllales \| \| \| \| \| \| eudicots \| \| \| \| |
|  |                                                              |
|  | Ceratophyllales                                              |
|  |                                                              |
|  | eudicots                                                     |
|  |                                                              |

|  | Ceratophyllales |
|  |                 |
|  | eudicots        |
|  |                 |

| Canellales | \| \| Canellaceae \| \| \| \| \| \| Winteraceae \| \| \| \| |
|            | \| \| Canellaceae \| \| \| \| \| \| Winteraceae \| \| \| \| |
|            | Canellaceae                                                 |
|            |                                                             |
|            | Winteraceae                                                 |
|            |                                                             |

|  | Canellaceae |
|  |             |
|  | Winteraceae |
|  |             |

| Canellales | \| \| Canellaceae \| \| \| \| \| \| Winteraceae \| \| \| \| |
|            | \| \| Canellaceae \| \| \| \| \| \| Winteraceae \| \| \| \| |
|            | Canellaceae                                                 |
|            |                                                             |
|            | Winteraceae                                                 |
|            |                                                             |

|  | Canellaceae |
|  |             |
|  | Winteraceae |
|  |             |

| Canellales | \| \| Canellaceae \| \| \| \| \| \| Winteraceae \| \| \| \| |
|            | \| \| Canellaceae \| \| \| \| \| \| Winteraceae \| \| \| \| |
|            | Canellaceae                                                 |
|            |                                                             |
|            | Winteraceae                                                 |
|            |                                                             |

|  | Canellaceae |
|  |             |
|  | Winteraceae |
|  |             |

| Canellales | \| \| Canellaceae \| \| \| \| \| \| Winteraceae \| \| \| \| |
|            | \| \| Canellaceae \| \| \| \| \| \| Winteraceae \| \| \| \| |
|            | Canellaceae                                                 |
|            |                                                             |
|            | Winteraceae                                                 |
|            |                                                             |

|  | Canellaceae |
|  |             |
|  | Winteraceae |
|  |             |

|  | Laurales    |
|  |             |
|  | Magnoliales |
|  |             |

| Canellales | \| \| Canellaceae \| \| \| \| \| \| Winteraceae \| \| \| \| |
|            | \| \| Canellaceae \| \| \| \| \| \| Winteraceae \| \| \| \| |
|            | Canellaceae                                                 |
|            |                                                             |
|            | Winteraceae                                                 |
|            |                                                             |

|  | Canellaceae |
|  |             |
|  | Winteraceae |
|  |             |

| Canellales | \| \| Canellaceae \| \| \| \| \| \| Winteraceae \| \| \| \| |
|            | \| \| Canellaceae \| \| \| \| \| \| Winteraceae \| \| \| \| |
|            | Canellaceae                                                 |
|            |                                                             |
|            | Winteraceae                                                 |
|            |                                                             |

|  | Canellaceae |
|  |             |
|  | Winteraceae |
|  |             |

| Canellales | \| \| Canellaceae \| \| \| \| \| \| Winteraceae \| \| \| \| |
|            | \| \| Canellaceae \| \| \| \| \| \| Winteraceae \| \| \| \| |
|            | Canellaceae                                                 |
|            |                                                             |
|            | Winteraceae                                                 |
|            |                                                             |

|  | Canellaceae |
|  |             |
|  | Winteraceae |
|  |             |

| Canellales | \| \| Canellaceae \| \| \| \| \| \| Winteraceae \| \| \| \| |
|            | \| \| Canellaceae \| \| \| \| \| \| Winteraceae \| \| \| \| |
|            | Canellaceae                                                 |
|            |                                                             |
|            | Winteraceae                                                 |
|            |                                                             |

|  | Canellaceae |
|  |             |
|  | Winteraceae |
|  |             |

|  | Laurales    |
|  |             |
|  | Magnoliales |
|  |             |

| Canellales | \| \| Canellaceae \| \| \| \| \| \| Winteraceae \| \| \| \| |
|            | \| \| Canellaceae \| \| \| \| \| \| Winteraceae \| \| \| \| |
|            | Canellaceae                                                 |
|            |                                                             |
|            | Winteraceae                                                 |
|            |                                                             |

|  | Canellaceae |
|  |             |
|  | Winteraceae |
|  |             |

| Canellales | \| \| Canellaceae \| \| \| \| \| \| Winteraceae \| \| \| \| |
|            | \| \| Canellaceae \| \| \| \| \| \| Winteraceae \| \| \| \| |
|            | Canellaceae                                                 |
|            |                                                             |
|            | Winteraceae                                                 |
|            |                                                             |

|  | Canellaceae |
|  |             |
|  | Winteraceae |
|  |             |

| Canellales | \| \| Canellaceae \| \| \| \| \| \| Winteraceae \| \| \| \| |
|            | \| \| Canellaceae \| \| \| \| \| \| Winteraceae \| \| \| \| |
|            | Canellaceae                                                 |
|            |                                                             |
|            | Winteraceae                                                 |
|            |                                                             |

|  | Canellaceae |
|  |             |
|  | Winteraceae |
|  |             |

| Canellales | \| \| Canellaceae \| \| \| \| \| \| Winteraceae \| \| \| \| |
|            | \| \| Canellaceae \| \| \| \| \| \| Winteraceae \| \| \| \| |
|            | Canellaceae                                                 |
|            |                                                             |
|            | Winteraceae                                                 |
|            |                                                             |

|  | Canellaceae |
|  |             |
|  | Winteraceae |
|  |             |

|  | Laurales    |
|  |             |
|  | Magnoliales |
|  |             |

| Canellales | \| \| Canellaceae \| \| \| \| \| \| Winteraceae \| \| \| \| |
|            | \| \| Canellaceae \| \| \| \| \| \| Winteraceae \| \| \| \| |
|            | Canellaceae                                                 |
|            |                                                             |
|            | Winteraceae                                                 |
|            |                                                             |

|  | Canellaceae |
|  |             |
|  | Winteraceae |
|  |             |

| Canellales | \| \| Canellaceae \| \| \| \| \| \| Winteraceae \| \| \| \| |
|            | \| \| Canellaceae \| \| \| \| \| \| Winteraceae \| \| \| \| |
|            | Canellaceae                                                 |
|            |                                                             |
|            | Winteraceae                                                 |
|            |                                                             |

|  | Canellaceae |
|  |             |
|  | Winteraceae |
|  |             |

| Canellales | \| \| Canellaceae \| \| \| \| \| \| Winteraceae \| \| \| \| |
|            | \| \| Canellaceae \| \| \| \| \| \| Winteraceae \| \| \| \| |
|            | Canellaceae                                                 |
|            |                                                             |
|            | Winteraceae                                                 |
|            |                                                             |

|  | Canellaceae |
|  |             |
|  | Winteraceae |
|  |             |

| Canellales | \| \| Canellaceae \| \| \| \| \| \| Winteraceae \| \| \| \| |
|            | \| \| Canellaceae \| \| \| \| \| \| Winteraceae \| \| \| \| |
|            | Canellaceae                                                 |
|            |                                                             |
|            | Winteraceae                                                 |
|            |                                                             |

|  | Canellaceae |
|  |             |
|  | Winteraceae |
|  |             |

|  | Laurales    |
|  |             |
|  | Magnoliales |
|  |             |

|  | monocots                                                     |
|  |                                                              |
|  | \| \| Ceratophyllales \| \| \| \| \| \| eudicots \| \| \| \| |
|  |                                                              |
|  | Ceratophyllales                                              |
|  |                                                              |
|  | eudicots                                                     |
|  |                                                              |

|  | Ceratophyllales |
|  |                 |
|  | eudicots        |
|  |                 |

| Canellales | \| \| Canellaceae \| \| \| \| \| \| Winteraceae \| \| \| \| |
|            | \| \| Canellaceae \| \| \| \| \| \| Winteraceae \| \| \| \| |
|            | Canellaceae                                                 |
|            |                                                             |
|            | Winteraceae                                                 |
|            |                                                             |

|  | Canellaceae |
|  |             |
|  | Winteraceae |
|  |             |

| Canellales | \| \| Canellaceae \| \| \| \| \| \| Winteraceae \| \| \| \| |
|            | \| \| Canellaceae \| \| \| \| \| \| Winteraceae \| \| \| \| |
|            | Canellaceae                                                 |
|            |                                                             |
|            | Winteraceae                                                 |
|            |                                                             |

|  | Canellaceae |
|  |             |
|  | Winteraceae |
|  |             |

| Canellales | \| \| Canellaceae \| \| \| \| \| \| Winteraceae \| \| \| \| |
|            | \| \| Canellaceae \| \| \| \| \| \| Winteraceae \| \| \| \| |
|            | Canellaceae                                                 |
|            |                                                             |
|            | Winteraceae                                                 |
|            |                                                             |

|  | Canellaceae |
|  |             |
|  | Winteraceae |
|  |             |

| Canellales | \| \| Canellaceae \| \| \| \| \| \| Winteraceae \| \| \| \| |
|            | \| \| Canellaceae \| \| \| \| \| \| Winteraceae \| \| \| \| |
|            | Canellaceae                                                 |
|            |                                                             |
|            | Winteraceae                                                 |
|            |                                                             |

|  | Canellaceae |
|  |             |
|  | Winteraceae |
|  |             |

|  | Laurales    |
|  |             |
|  | Magnoliales |
|  |             |

| Canellales | \| \| Canellaceae \| \| \| \| \| \| Winteraceae \| \| \| \| |
|            | \| \| Canellaceae \| \| \| \| \| \| Winteraceae \| \| \| \| |
|            | Canellaceae                                                 |
|            |                                                             |
|            | Winteraceae                                                 |
|            |                                                             |

|  | Canellaceae |
|  |             |
|  | Winteraceae |
|  |             |

| Canellales | \| \| Canellaceae \| \| \| \| \| \| Winteraceae \| \| \| \| |
|            | \| \| Canellaceae \| \| \| \| \| \| Winteraceae \| \| \| \| |
|            | Canellaceae                                                 |
|            |                                                             |
|            | Winteraceae                                                 |
|            |                                                             |

|  | Canellaceae |
|  |             |
|  | Winteraceae |
|  |             |

| Canellales | \| \| Canellaceae \| \| \| \| \| \| Winteraceae \| \| \| \| |
|            | \| \| Canellaceae \| \| \| \| \| \| Winteraceae \| \| \| \| |
|            | Canellaceae                                                 |
|            |                                                             |
|            | Winteraceae                                                 |
|            |                                                             |

|  | Canellaceae |
|  |             |
|  | Winteraceae |
|  |             |

| Canellales | \| \| Canellaceae \| \| \| \| \| \| Winteraceae \| \| \| \| |
|            | \| \| Canellaceae \| \| \| \| \| \| Winteraceae \| \| \| \| |
|            | Canellaceae                                                 |
|            |                                                             |
|            | Winteraceae                                                 |
|            |                                                             |

|  | Canellaceae |
|  |             |
|  | Winteraceae |
|  |             |

|  | Laurales    |
|  |             |
|  | Magnoliales |
|  |             |

| Canellales | \| \| Canellaceae \| \| \| \| \| \| Winteraceae \| \| \| \| |
|            | \| \| Canellaceae \| \| \| \| \| \| Winteraceae \| \| \| \| |
|            | Canellaceae                                                 |
|            |                                                             |
|            | Winteraceae                                                 |
|            |                                                             |

|  | Canellaceae |
|  |             |
|  | Winteraceae |
|  |             |

| Canellales | \| \| Canellaceae \| \| \| \| \| \| Winteraceae \| \| \| \| |
|            | \| \| Canellaceae \| \| \| \| \| \| Winteraceae \| \| \| \| |
|            | Canellaceae                                                 |
|            |                                                             |
|            | Winteraceae                                                 |
|            |                                                             |

|  | Canellaceae |
|  |             |
|  | Winteraceae |
|  |             |

| Canellales | \| \| Canellaceae \| \| \| \| \| \| Winteraceae \| \| \| \| |
|            | \| \| Canellaceae \| \| \| \| \| \| Winteraceae \| \| \| \| |
|            | Canellaceae                                                 |
|            |                                                             |
|            | Winteraceae                                                 |
|            |                                                             |

|  | Canellaceae |
|  |             |
|  | Winteraceae |
|  |             |

| Canellales | \| \| Canellaceae \| \| \| \| \| \| Winteraceae \| \| \| \| |
|            | \| \| Canellaceae \| \| \| \| \| \| Winteraceae \| \| \| \| |
|            | Canellaceae                                                 |
|            |                                                             |
|            | Winteraceae                                                 |
|            |                                                             |

|  | Canellaceae |
|  |             |
|  | Winteraceae |
|  |             |

|  | Laurales    |
|  |             |
|  | Magnoliales |
|  |             |

| Canellales | \| \| Canellaceae \| \| \| \| \| \| Winteraceae \| \| \| \| |
|            | \| \| Canellaceae \| \| \| \| \| \| Winteraceae \| \| \| \| |
|            | Canellaceae                                                 |
|            |                                                             |
|            | Winteraceae                                                 |
|            |                                                             |

|  | Canellaceae |
|  |             |
|  | Winteraceae |
|  |             |

| Canellales | \| \| Canellaceae \| \| \| \| \| \| Winteraceae \| \| \| \| |
|            | \| \| Canellaceae \| \| \| \| \| \| Winteraceae \| \| \| \| |
|            | Canellaceae                                                 |
|            |                                                             |
|            | Winteraceae                                                 |
|            |                                                             |

|  | Canellaceae |
|  |             |
|  | Winteraceae |
|  |             |

| Canellales | \| \| Canellaceae \| \| \| \| \| \| Winteraceae \| \| \| \| |
|            | \| \| Canellaceae \| \| \| \| \| \| Winteraceae \| \| \| \| |
|            | Canellaceae                                                 |
|            |                                                             |
|            | Winteraceae                                                 |
|            |                                                             |

|  | Canellaceae |
|  |             |
|  | Winteraceae |
|  |             |

| Canellales | \| \| Canellaceae \| \| \| \| \| \| Winteraceae \| \| \| \| |
|            | \| \| Canellaceae \| \| \| \| \| \| Winteraceae \| \| \| \| |
|            | Canellaceae                                                 |
|            |                                                             |
|            | Winteraceae                                                 |
|            |                                                             |

|  | Canellaceae |
|  |             |
|  | Winteraceae |
|  |             |

|  | Laurales    |
|  |             |
|  | Magnoliales |
|  |             |

|  | monocots                                                     |
|  |                                                              |
|  | \| \| Ceratophyllales \| \| \| \| \| \| eudicots \| \| \| \| |
|  |                                                              |
|  | Ceratophyllales                                              |
|  |                                                              |
|  | eudicots                                                     |
|  |                                                              |

|  | Ceratophyllales |
|  |                 |
|  | eudicots        |
|  |                 |

| Canellales | \| \| Canellaceae \| \| \| \| \| \| Winteraceae \| \| \| \| |
|            | \| \| Canellaceae \| \| \| \| \| \| Winteraceae \| \| \| \| |
|            | Canellaceae                                                 |
|            |                                                             |
|            | Winteraceae                                                 |
|            |                                                             |

|  | Canellaceae |
|  |             |
|  | Winteraceae |
|  |             |

| Canellales | \| \| Canellaceae \| \| \| \| \| \| Winteraceae \| \| \| \| |
|            | \| \| Canellaceae \| \| \| \| \| \| Winteraceae \| \| \| \| |
|            | Canellaceae                                                 |
|            |                                                             |
|            | Winteraceae                                                 |
|            |                                                             |

|  | Canellaceae |
|  |             |
|  | Winteraceae |
|  |             |

| Canellales | \| \| Canellaceae \| \| \| \| \| \| Winteraceae \| \| \| \| |
|            | \| \| Canellaceae \| \| \| \| \| \| Winteraceae \| \| \| \| |
|            | Canellaceae                                                 |
|            |                                                             |
|            | Winteraceae                                                 |
|            |                                                             |

|  | Canellaceae |
|  |             |
|  | Winteraceae |
|  |             |

| Canellales | \| \| Canellaceae \| \| \| \| \| \| Winteraceae \| \| \| \| |
|            | \| \| Canellaceae \| \| \| \| \| \| Winteraceae \| \| \| \| |
|            | Canellaceae                                                 |
|            |                                                             |
|            | Winteraceae                                                 |
|            |                                                             |

|  | Canellaceae |
|  |             |
|  | Winteraceae |
|  |             |

|  | Laurales    |
|  |             |
|  | Magnoliales |
|  |             |

| Canellales | \| \| Canellaceae \| \| \| \| \| \| Winteraceae \| \| \| \| |
|            | \| \| Canellaceae \| \| \| \| \| \| Winteraceae \| \| \| \| |
|            | Canellaceae                                                 |
|            |                                                             |
|            | Winteraceae                                                 |
|            |                                                             |

|  | Canellaceae |
|  |             |
|  | Winteraceae |
|  |             |

| Canellales | \| \| Canellaceae \| \| \| \| \| \| Winteraceae \| \| \| \| |
|            | \| \| Canellaceae \| \| \| \| \| \| Winteraceae \| \| \| \| |
|            | Canellaceae                                                 |
|            |                                                             |
|            | Winteraceae                                                 |
|            |                                                             |

|  | Canellaceae |
|  |             |
|  | Winteraceae |
|  |             |

| Canellales | \| \| Canellaceae \| \| \| \| \| \| Winteraceae \| \| \| \| |
|            | \| \| Canellaceae \| \| \| \| \| \| Winteraceae \| \| \| \| |
|            | Canellaceae                                                 |
|            |                                                             |
|            | Winteraceae                                                 |
|            |                                                             |

|  | Canellaceae |
|  |             |
|  | Winteraceae |
|  |             |

| Canellales | \| \| Canellaceae \| \| \| \| \| \| Winteraceae \| \| \| \| |
|            | \| \| Canellaceae \| \| \| \| \| \| Winteraceae \| \| \| \| |
|            | Canellaceae                                                 |
|            |                                                             |
|            | Winteraceae                                                 |
|            |                                                             |

|  | Canellaceae |
|  |             |
|  | Winteraceae |
|  |             |

|  | Laurales    |
|  |             |
|  | Magnoliales |
|  |             |

| Canellales | \| \| Canellaceae \| \| \| \| \| \| Winteraceae \| \| \| \| |
|            | \| \| Canellaceae \| \| \| \| \| \| Winteraceae \| \| \| \| |
|            | Canellaceae                                                 |
|            |                                                             |
|            | Winteraceae                                                 |
|            |                                                             |

|  | Canellaceae |
|  |             |
|  | Winteraceae |
|  |             |

| Canellales | \| \| Canellaceae \| \| \| \| \| \| Winteraceae \| \| \| \| |
|            | \| \| Canellaceae \| \| \| \| \| \| Winteraceae \| \| \| \| |
|            | Canellaceae                                                 |
|            |                                                             |
|            | Winteraceae                                                 |
|            |                                                             |

|  | Canellaceae |
|  |             |
|  | Winteraceae |
|  |             |

| Canellales | \| \| Canellaceae \| \| \| \| \| \| Winteraceae \| \| \| \| |
|            | \| \| Canellaceae \| \| \| \| \| \| Winteraceae \| \| \| \| |
|            | Canellaceae                                                 |
|            |                                                             |
|            | Winteraceae                                                 |
|            |                                                             |

|  | Canellaceae |
|  |             |
|  | Winteraceae |
|  |             |

| Canellales | \| \| Canellaceae \| \| \| \| \| \| Winteraceae \| \| \| \| |
|            | \| \| Canellaceae \| \| \| \| \| \| Winteraceae \| \| \| \| |
|            | Canellaceae                                                 |
|            |                                                             |
|            | Winteraceae                                                 |
|            |                                                             |

|  | Canellaceae |
|  |             |
|  | Winteraceae |
|  |             |

|  | Laurales    |
|  |             |
|  | Magnoliales |
|  |             |

| Canellales | \| \| Canellaceae \| \| \| \| \| \| Winteraceae \| \| \| \| |
|            | \| \| Canellaceae \| \| \| \| \| \| Winteraceae \| \| \| \| |
|            | Canellaceae                                                 |
|            |                                                             |
|            | Winteraceae                                                 |
|            |                                                             |

|  | Canellaceae |
|  |             |
|  | Winteraceae |
|  |             |

| Canellales | \| \| Canellaceae \| \| \| \| \| \| Winteraceae \| \| \| \| |
|            | \| \| Canellaceae \| \| \| \| \| \| Winteraceae \| \| \| \| |
|            | Canellaceae                                                 |
|            |                                                             |
|            | Winteraceae                                                 |
|            |                                                             |

|  | Canellaceae |
|  |             |
|  | Winteraceae |
|  |             |

| Canellales | \| \| Canellaceae \| \| \| \| \| \| Winteraceae \| \| \| \| |
|            | \| \| Canellaceae \| \| \| \| \| \| Winteraceae \| \| \| \| |
|            | Canellaceae                                                 |
|            |                                                             |
|            | Winteraceae                                                 |
|            |                                                             |

|  | Canellaceae |
|  |             |
|  | Winteraceae |
|  |             |

| Canellales | \| \| Canellaceae \| \| \| \| \| \| Winteraceae \| \| \| \| |
|            | \| \| Canellaceae \| \| \| \| \| \| Winteraceae \| \| \| \| |
|            | Canellaceae                                                 |
|            |                                                             |
|            | Winteraceae                                                 |
|            |                                                             |

|  | Canellaceae |
|  |             |
|  | Winteraceae |
|  |             |

|  | Laurales    |
|  |             |
|  | Magnoliales |
|  |             |

|  | monocots                                                     |
|  |                                                              |
|  | \| \| Ceratophyllales \| \| \| \| \| \| eudicots \| \| \| \| |
|  |                                                              |
|  | Ceratophyllales                                              |
|  |                                                              |
|  | eudicots                                                     |
|  |                                                              |

|  | Ceratophyllales |
|  |                 |
|  | eudicots        |
|  |                 |

O clado inclui a maioria dos grupos basais das angiospermas.  Este clado foi formalmente designado por Magnoliidae em 2007 ao abrigo das disposições do PhyloCode.

Sistema de Cronquist
O sistema de Cronquist (1981) utilizou o nome Magnoliidae para uma das seis subclasses (dentro da classe Magnoliopsida = dicotiledóneas). Na versão original deste sistema, a circunscrição do grupo era:
- Subclasse Magnoliidae:
Ordem Aristolochiales
Ordem Illiciales
Ordem Laurales
Ordem Magnoliales
Ordem Nymphaeales
Ordem Papaverales
Ordem Piperales
Ordem Ranunculales

Sistema de Dahlgren e sistema de Thorne
Tanto o Sistema Dahlgren quanto o Sistema Thorne (1992) classificaram as magnoliídeas (sensu APG) na superordem Magnolianae, ao invés de uma subclasse. Nestes sistemas, o nome Magnoliidae é usado para um grupo muito maior, incluindo todas as dicotiledóneas. Este é também o caso em alguns dos sistemas derivados do sistema de Cronquist.
Rolf Dahlgren dividiu a superordem Magnolianae em 10 ordens, mais do que outros sistemas da época, e ao contrário de Arthur John Cronquist e de Robert Folger Thorne, não incluiu as Piperales.  Thorne agrupou a maior parte das Magnolianae em duas grandes ordens, Magnoliales e Berberidales, embora as Magnoliales, naquela aceção, tenham sido divididas em subordens ao longo de linhas semelhantes aos agrupamentos ordinais usados por Cronquist e Dahlgren. Thorne reviu o seu sistema em 2000, restringindo o nome Magnoliidae para incluir apenas as Magnolianae, Nymphaeanae e Rafflesianae, e removendo as Berberidales e outros grupos anteriormente incluídos na sua subclasse Ranunculidae. Este sistema revisto diverge do sistema de Cronquist, mas concorda mais estreitamente com a circunscrição posteriormente publicada a partir do sistema APG II.

### Comparação entre classificações
A comparação de sistemas de classificação é muitas vezes difícil. Dois autores podem aplicar o mesmo nome a grupos com uma composição diferente de membros; por exemplo, Magnoliidae de Dahlgren inclui todas as dicotiledóneas, enquanto Magnoliidae de Cronquist é apenas um dos cinco grupos de dicotiledóneas. Dois autores podem também descrever o mesmo grupo com uma composição quase idêntica, mas cada um pode depois aplicar um nome diferente a esse grupo ou colocar o grupo num nível taxonómico diferente.  Por exemplo, a composição da subclasse Magnoliidae de Cronquist é quase a mesma que a da superordem Magnolianae de Thorne (1992), apesar da diferença na classificação taxonómica.
Devido a estas dificuldades, e outras, o quadro sinóptico abaixo compara de forma imprecisa a definição de grupos de magnoliídeas nos sistemas de quatro autores.  Para cada sistema, apenas as ordens são nomeadas no quadro. Todas as ordens incluídas por um determinado autor estão listadas e ligadas nessa coluna. Quando um táxon não é incluído por esse autor, mas foi incluído por um autor noutra coluna, esse item aparece em itálico sem ligação e indica uma colocação remota.  A sequência de cada sistema foi alterada em relação à sua publicação, de modo a emparelhar os taxa correspondentes entre colunas.
| Sistema APG II magnoliids           | Sistema de Cronquist Magnoliidae | Sistema de Dahlgren Magnolianae | Sistema de Thorne (1992) Magnolianae | Sistema de Thorne (2000) Magnolianae |
| ----------------------------------- | -------------------------------- | ------------------------------- | ------------------------------------ | ------------------------------------ |
| Laurales                            | Laurales                         | Laurales                        | Magnoliales                          | Magnoliales                          |
| Magnoliales                         | Magnoliales                      | Magnoliales                     | Magnoliales                          | Magnoliales                          |
| Magnoliales                         | Magnoliales                      | Annonales                       | Magnoliales                          | Magnoliales                          |
| Canellales                          | Magnoliales                      | Winterales                      | Magnoliales                          | Magnoliales                          |
| Piperales                           | Magnoliales                      | Lactoridales                    | Magnoliales                          | Magnoliales                          |
| Piperales                           | Aristolochiales                  | Aristolochiales                 | Magnoliales                          | Magnoliales                          |
| Piperales                           | Piperales                        | Piperales in Nymphaeanae        | Magnoliales                          | Magnoliales                          |
| incertae sedis ou nos clados basais | Piperales                        | Chloranthales                   | Magnoliales                          | Magnoliales                          |
| incertae sedis ou nos clados basais | Illiciales                       | Illiciales                      | Magnoliales                          | Magnoliales                          |
| incertae sedis ou nos clados basais | in Rosidae                       | Rafflesiales                    | in Rafflesianae                      | in Rafflesianae                      |
| incertae sedis ou nos clados basais | Nymphaeales                      | in Nymphaeanae                  | in Nymphaeanae                       | in Nymphaeanae                       |
| incertae sedis ou nos clados basais | Nymphaeales                      | in Nymphaeanae                  | Ceratophyllales                      | in Ranunculidae                      |
| colocado no clado eudicot           | Nymphaeales                      | Nelumbonales                    | Nelumbonales                         | in Ranunculidae                      |
| colocado no clado eudicot           | Ranunculales                     | in Ranunculanae                 | Berberidales                         | in Ranunculidae                      |
| colocado no clado eudicot           | Papaverales                      | in Ranunculanae                 | Berberidales                         | in Ranunculidae                      |
| colocado no clado eudicot           | in Dilleniidae                   | in Theanae                      | Paeoniales                           | in Ranunculidae                      |

## Usos económicos

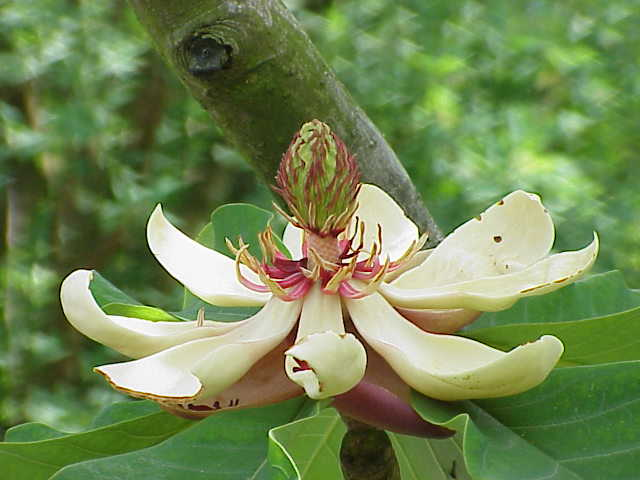
Flor de Magnolia obovata, com múltiplas pétalas, estames e pistilos.

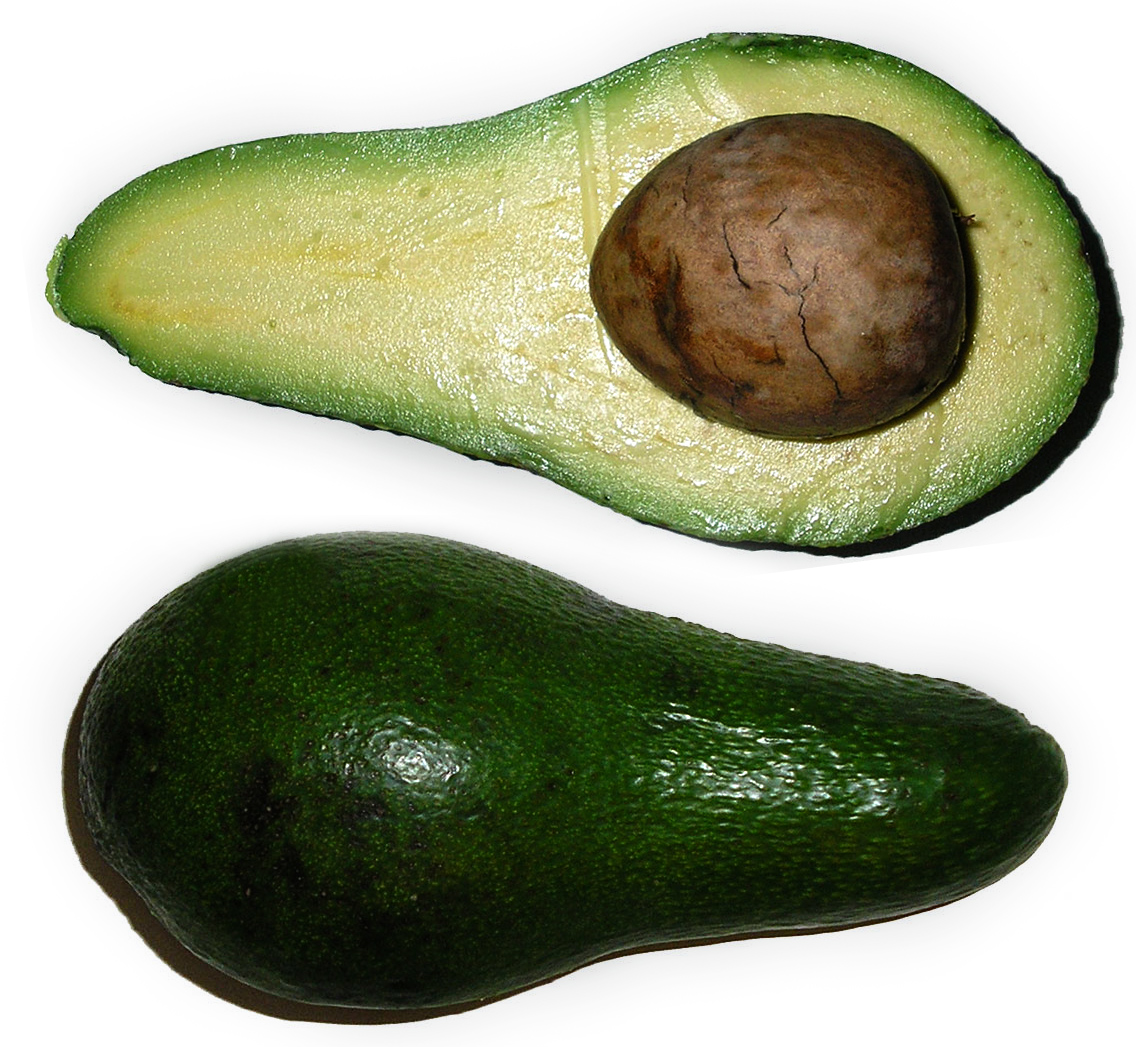
O abacate é cultivado nas Américas há milhares de anos.

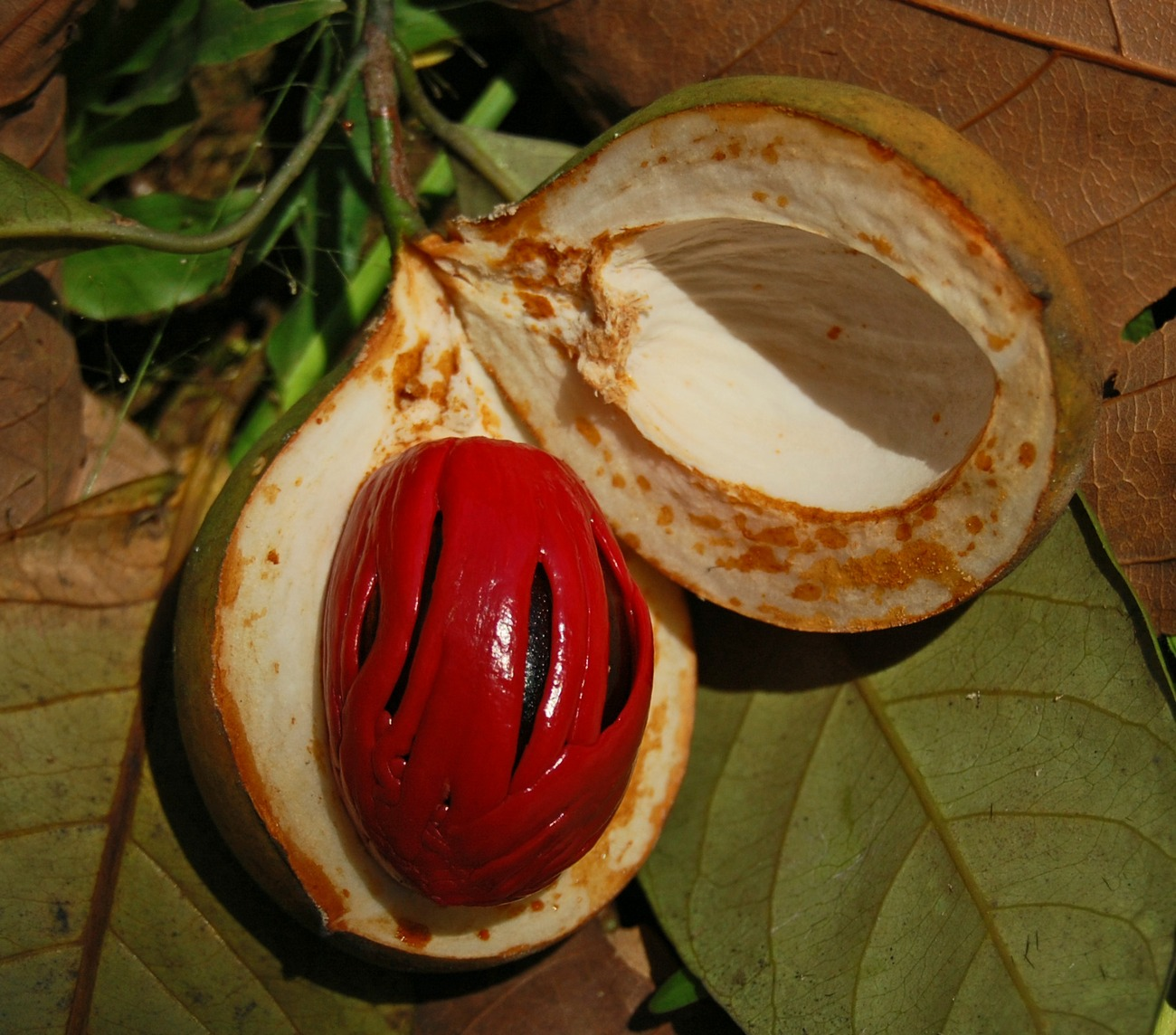
Os frutos da noz-moscada são uma fonte do alucinogénio miristicina.

As magnoliídeas são um grande grupo de plantas, incluindo cerca de 10 000 espécies, com muitas espécies que são economicamente importantes como alimentos, medicamentos, perfumes, madeira e como plantas ornamentais, entre muitos outros usos.
Um fruto magnoliídeo amplamente cultivado é o abacate (Persea americana), que se acredita ter sido cultivado no México e na América Central desde há cerca de 10 000 anos.  Atualmente cultivado em todos as regiões tropicais e subtropicais, é provavelmente originário da região de Chiapas do México ou Guatemala, onde ainda se podem encontrar abacates "selvagens". A polpa macia do fruto é consumida fresca ou transformada em puré de guacamole.
Os povos antigos da América Central foram também os primeiros a cultivar várias espécies frutíferas do género Annona. Estas incluem a anona (Annona reticulata), a graviola (Annona muricata), a fruta-pinha (Annona squamosa) e a chirimoia (Annona cherimola).  Tanto a graviola como a fruta-pinha são atualmente cultivadas pelos seus frutos também no Velho Mundo.
Alguns membros das magnoliídeas serviram como importantes aditivos alimentares, como a pimenta preta, a noz-moscada, o louro e a canela.  O óleo extraído de plantas do género Sassafras era antigamente utilizado como aromatizante principal tanto na cerveja de raiz como na salsaparrilha.
O ingrediente principal responsável pelo sabor do óleo de sassafrás é o safrol, mas já não é utilizado nem nos Estados Unidos nem no Canadá.  Ambos os países proibiram a utilização do safrol como aditivo alimentar em 1960, na sequência de estudos que demonstraram que o safrol provocava lesões hepáticas e tumores em ratos. O consumo de mais do que uma pequena quantidade deste óleo provoca náuseas, vómitos, alucinações e respiração rápida e superficial. É muito tóxico e pode afetar gravemente os rins.
Para além da sua anterior utilização como aditivo alimentar, o safrol de Sassafras albidum ou de Ocotea cymbarum é também o principal precursor da síntese de MDMA (metilenodioximetanfetamina), vulgarmente conhecida como ecstasy.
Outras magnoliídeas também são conhecidas pelas suas propriedades narcóticas, alucinogénicas ou paralíticas.  A bebida kava, da cultura polinésia, é preparada a partir das raízes pulverizadas da espécie Piper methysticum e tem propriedades sedativas e narcóticas. É usada em todo o Pacífico em reuniões sociais ou depois do trabalho para relaxar.  Da mesma forma, alguns povos nativos da Amazónia tomam um rapé feito do fluido seco e em pó exsudado da casca das árvores do género Virola.
Outro composto alucinogénico, a miristicina, provém da especiaria noz-moscada. Tal como acontece com o safrol, a ingestão de noz-moscada em quantidades elevadas pode provocar alucinações, náuseas e vómitos, com sintomas que duram vários dias.
Uma reação mais grave resulta do envenenamento por rodiasina e desmetilrodiasina, os ingredientes activos do extrato do fruto do Chlorocardium venenosum.  Essas substâncias químicas paralisam músculos e nervos, resultando em reações semelhantes ao tétano em animais. Os povos Cofán, da Amazónia ocidental na Colômbia e no Equador, utilizam o composto como veneno para as suas flechas de caça.
Nem todos os efeitos dos compostos químicos das magnoliídeas são prejudiciais. Em séculos anteriores, os marinheiros usavam a «casca-de-anta» ou «casca-de-winter» (winter's-bark), extraída da espécie Drimys winteri, uma árvore da América do Sul, para evitar a carência de vitaminas que levava ao escorbuto.
Atualmente, o benzoílo é extraído da espécie Lindera benzoin para ser utilizado como aditivo alimentar e medicamento para a pele, devido às suas propriedades antibacterianas e antifúngicas.
Os medicamentos extraídos da casca da Magnolia são utilizados há muito tempo na medicina tradicional chinesa. A investigação científica do magnolol e do honokiol mostrou-se promissora para a sua utilização na saúde dentária. Ambos os compostos demonstram uma atividade antibacteriana eficaz contra as bactérias responsáveis pela halitose e pelas  cáries dentárias.
Vários membros da família Annonaceae estão também a ser investigados para utilizações de um grupo de substâncias químicas denominadas acetogeninas. A primeira acetogenina descoberta foi a uvaricina, que tem propriedades anti-leucémicas quando utilizada em organismos vivos. Foram descobertas outras acetogeninas com propriedades anti-malariais e anti-tumorais, e algumas até inibem a replicação do VIH em estudos laboratoriais.
Muitas espécies de magnoliídeas produzem óleo essencial nas suas folhas, casca ou madeira.  A árvore Virola surinamensis (noz-moscada-brasileira) contém trimiristina, que é extraída sob a forma de uma gordura e utilizada em sabõess e velas, bem como na preparação de gorduras vegetais para alimentação humana.
Outros óleos voláteis perfumados (fragrâncias) são extraídos de Aniba rosaeodora (óleo de bois-de-rose), Cinnamomum porrectum, Cinnamomum cassia e Litsea odorifera para perfumar sabonetes. Também são fabricados perfumes com alguns destes óleos: o ylang-ylang vem das flores da Cananga odorata e é usado por mulheres árabes e suaílis; um composto chamado manteiga de noz-moscada é produzido a partir da mesma árvore que a especiaria com esse nome, mas a "manteiga" de cheiro doce é usada em perfumaria ou como lubrificante e não como alimento.